# 亞歷山大·涅夫斯基主教座堂 (巴庫)
亞歷山大涅夫斯基大教堂（俄语：Александро-Невский Собор，俗稱‎「鍍金教堂」）是阿塞拜疆首都巴庫昔日一座東正教大教堂。
1888年10月8日由沙皇亞歷山大二世親自奠基。1898年啟用。1936年被下令炸毀。現址是一所音樂學院。
教堂建築分別以聖巴素大教堂和救世主大教堂作外部和內部為藍本，是當時高加索地區最大的東正教堂。城內的居民支付了200,000盧布便工程得以完成，其中穆斯林負擔了75%，猶太人則捐了10,000盧布。 